# Leeroy Owusu
Leeroy Owusu (Purmerend, 13 augustus 1996) is een Ghanees-Nederlandse voetballer die bij voorkeur als rechtervleugelverdediger speelt. Hij tekende in de zomer van 2018 een tweejarig contract bij De Graafschap. In de zomer van 2020 maakte Leeroy Owusu de overstap van De Graafschap naar Willem II. Hier tekende hij een contract voor 3 seizoenen.

## Clubcarrière

### AFC Ajax
Owusu stapte in 2004 over naar de jeugdopleiding van Ajax. Op 15 maart 2013 werd bekendgemaakt door Ajax dat Owusu zijn eerste contract had getekend wat hem tot en met 30 juni 2016 verbond aan de club.
Owusu werd tijdens de voorbereiding op het seizoen 2014/15 bij de selectie van Jong Ajax gehaald waarmee hij enkele oefenwedstrijden speelde. Op 12 juli 2014 mocht Owusu zijn officieus debuut maken voor Ajax 1 in de vriendschappelijke wedstrijd tegen het Duitse SV Hönnepel-Niedermörmter. Owusu verving in de 60e minuut Kenny Tete. Op 11 augustus 2014 maakte Owusu zijn officiële debuut in het betaald voetbal voor Jong Ajax in de Jupiler League thuiswedstrijd tegen Telstar die met 3-0 werd gewonnen. Owusu mocht na de rust invallen voor Joël Veltman. Op 20 november 2014 maakte Ajax bekend dat het met Leeroy Owusu een overeenstemming had bereikt over de verlenging van zijn contract, dat liep tot en met 30 juni 2016. Leeroy Owusu tekende een nieuw en verbeterd contact wat hem tot en met 30 juni 2019 aan de club verbond. Zijn eerste officiële doelpunt in het betaald voetbal maakte Owusu op 20 februari 2015, in een uitwedstrijd tegen RKC Waalwijk. Deze eindigde in 4-4. Door een blessure van Kenny Tete en lichte klachten bij Joël Veltman werd Owusu op 26 januari 2016 voor het Eredivisie-thuisudel met Heracles Almelo als negentiende man toegevoegd aan de wedstrijdselectie. Owusu hoefde echter niet in actie te komen voor de hoofdmacht.

### Verhuur
Op 30 juni 2016 werd bekend dat Owusu gedurende het seizoen 2016/17 verhuurd zou worden aan Excelsior. Op 6 augustus 2016 debuteerde Owusu in de Eredivisie voor Excelsior in een uitwedstrijd tegen FC Twente. Na ruim een uur spelen scoorde Owusu de 2-0 voor Excelsior op aangeven van Luigi Bruins. Excelsior won de wedstrijd met 2-1. In februari 2017 keerde hij vroegtijdig terug bij Ajax omdat hij ontevreden was over het aantal speelminuten wat hij kreeg.
In het seizoen 2017/18 speelt Owusu op huurbasis voor Almere City. In dat seizoen bereikten zij verrassenderwijs de play-offs voor promotie, die niet gewonnen werd.

## Interlandcarrière

### Jeugdelftallen
Owusu begon als jeugdinternational bij het Nederlands elftal onder 17 jaar. Voor dit team debuteerde hij op 10 februari 2013. Op die dag werd met 3-1 verloren van de leeftijdsgenoten uit Duitsland. Owusu begon in de basis en werd in de 72e minuut vervangen door Jaïro Riedewald. In 2013 debuteerde hij voor Nederland onder 18.
Met het Nederlands elftal onder 19 jaar wist hij zich te kwalificeren voor het EK onder 19 dat werd gehouden in Griekenland. Owusu werd door Aron Winter opgenomen de selectie voor het EK onder 19 in Griekenland. Nederland onder 19 wist de groepsfase van dit toernooi niet te overleven.
| Jeugdinterlands van Leeroy Owusu | Jeugdinterlands van Leeroy Owusu | Jeugdinterlands van Leeroy Owusu | Jeugdinterlands van Leeroy Owusu | Jeugdinterlands van Leeroy Owusu | Jeugdinterlands van Leeroy Owusu |
| Team (№ interlands)              | Datum                            | Wedstrijd                        | Uitslag                          | Soort Wedstrijd                  | Doelpunten                       |
| Als speler bij Ajax              | Als speler bij Ajax              | Als speler bij Ajax              | Als speler bij Ajax              | Als speler bij Ajax              | Als speler bij Ajax              |
| -------------------------------- | -------------------------------- | -------------------------------- | -------------------------------- | -------------------------------- | -------------------------------- |
| Onder 17 (1.)                    | 10 februari 2013                 | Duitsland - Nederland            | 3 – 1                            | XXXVI Torn. Int. do Algarve'13   |                                  |
| Onder 17 (2.)                    | 12 februari 2013                 | Nederland - Engeland             | 1 – 0                            | XXXVI Torn. Int. do Algarve'13   |                                  |
| Onder 17 (3.)                    | 6 maart 2013                     | Nederland - Finland              | 3 – 1                            | Vriendschappelijk                |                                  |
| Onder 17 (4.)                    | 26 maart 2013                    | Nederland - Noorwegen            | 1 – 1                            | EK-kwalificatie 2013             |                                  |
| Onder 18 (1.)                    | 9 september 2013                 | Schotland - Nederland            | 2 – 0                            | Vriendschappelijk                |                                  |
| Onder 18 (2.)                    | 14 november 2013                 | Nederland - Duitsland            | 1 – 2                            | 4-landentoernooi Turkije '13     |                                  |
| Onder 18 (3.)                    | 18 november 2013                 | Tsjechië - Nederland             | 0 – 0                            | 4-landentoernooi Turkije '13     |                                  |
| Onder 19 (1.)                    | 5 september 2014                 | Duitsland – Nederland            | 3 – 2                            | vriendschappelijk                |                                  |
| Onder 19 (2.)                    | 8 september 2014                 | Ierland – Nederland              | 1 – 0                            | vriendschappelijk                |                                  |
| Onder 19 (3.)                    | 9 oktober 2014                   | Nederland – Andorra              | 7 – 0                            | EK-kwalificatie 2015             |                                  |
| Onder 19 (4.)                    | 11 oktober 2014                  | Nederland – Moldavië             | 3 – 0                            | EK-kwalificatie 2015             |                                  |
| Onder 19 (5.)                    | 14 oktober 2014                  | Polen – Nederland                | 1 – 2                            | EK kwalificatie 2015             |                                  |
| Onder 19 (6.)                    | 26 maart 2015                    | Nederland – Servië               | 1 – 0                            | EK-kwalificatie 2015             |                                  |
| Onder 19 (7.)                    | 31 maart 2015                    | Nederland – Zwitserland          | 4 – 0                            | EK-kwalificatie 2015             |                                  |
| Onder 19 (8.)                    | 7 juli 2015                      | Nederland – Rusland              | 1 – 0                            | EK 2015 groepsfase               |                                  |
| Onder 19 (9.)                    | 13 juli 2015                     | Spanje – Nederland               | 1 – 1                            | EK 2015 groepsfase               |                                  |
| Onder 20 (1.)                    | 7 oktober 2015                   | Engeland – Nederland             | 3 – 1                            | Elite Cup '15                    |                                  |
| Onder 20 (2.)                    | 10 oktober 2015                  | Duitsland – Nederland            | 2 – 1                            | Elite Cup '15                    |                                  |
| Onder 20 (3.)                    | 13 oktober 2015                  | Nederland – Turkije              | 1 – 0                            | Elite Cup '15                    |                                  |

## Carrièrestatistieken
Beloften
| Seizoen | Club      |                    | Competitie     | Competitie | Competitie |
| Seizoen | Club      | Wed.               | Competitie     | Dlp.       |            |
| ------- | --------- | ------------------ | -------------- | ---------- | ---------- |
| 2014/15 | Jong Ajax | Vlag van Nederland | Eerste divisie | 28         | 1          |
| 2015/16 | Jong Ajax | Vlag van Nederland | Eerste divisie | 31         | 0          |
| Totaal  | Totaal    | Totaal             | Totaal         | 59         | 1          |

Senioren
| Seizoen         | Club                 |                    | Competitie      | Competitie | Competitie | Beker | Beker | Internationaal | Internationaal | Overig | Overig | Totaal | Totaal |
| Seizoen         | Club                 | Wed.               | Competitie      | Dlp.       | Wed.       | Dlp.  | Wed.  | Dlp.           | Wed.           | Dlp.   | Wed.   | Dlp.   |        |
| --------------- | -------------------- | ------------------ | --------------- | ---------- | ---------- | ----- | ----- | -------------- | -------------- | ------ | ------ | ------ | ------ |
| 2016/17         | → Excelsior (huur)   | Vlag van Nederland | Eredivisie      | 5          | 1          | 2     | 0     | —              | —              | —      | —      | 7      | 1      |
| Club totaal     | Club totaal          | Club totaal        | Club totaal     | 5          | 1          | 2     | 0     | 0              | 0              | 0      | 0      | 7      | 1      |
| 2017/18         | → Almere City (huur) | Vlag van Nederland | Eerste divisie  | 29         | 1          | 2     | 1     | —              | —              | 6      | 0      | 37     | 2      |
| Club totaal     | Club totaal          | Club totaal        | Club totaal     | 29         | 1          | 2     | 1     | 0              | 0              | 6      | 0      | 37     | 2      |
| 2018/19         | BV De Graafschap     | Vlag van Nederland | Eredivisie      | 34         | 1          | 2     | 1     | —              | —              | 4      | 0      | 40     | 2      |
| 2019/20         | BV De Graafschap     | Vlag van Nederland | Eerste divisie  | 29         | 3          | 1     | 0     | —              | —              | —      | —      | 30     | 3      |
| Club totaal     | Club totaal          | Club totaal        | Club totaal     | 63         | 4          | 3     | 1     | 0              | 0              | 4      | 0      | 70     | 5      |
| 2020/21         | Willem II            | Vlag van Nederland | Eredivisie      | 29         | 0          | 1     | 0     | 0              | 0              | 0      | 0      | 30     | 0      |
| Club totaal     | Club totaal          | Club totaal        | Club totaal     | 29         | 0          | 1     | 0     | 0              | 0              | 0      | 0      | 30     | 0      |
| Carrière totaal | Carrière totaal      | Carrière totaal    | Carrière totaal | 136        | 6          | 8     | 2     | 0              | 0              | 10     | 0      | 154    | 8      |

 Bijgewerkt tot 11 juli 2021.